# Kornel Zapadka
Kornel Zapadka (ur. 5 grudnia 1977 w Koszalinie) – polski zawodnik mieszanych sztuk walki (MMA) oraz brazylijskiego jiu-jitsu (BJJ). Wielokrotny złoty medalista mistrzostw świata, Europy i Polski w BJJ.

## Życiorys i przeszłość sportowa
Treningi brazylijskiego jiu-jitsu rozpoczął w 2004 roku, kiedy to zaprzyjaźnił się ze znanym zawodnikiem MMA i technikiem brazylijskiego jiu-jitsu NO GI, Danielem Dowdą, z którym wymieniał się swoimi doświadczeniami. Wcześniej przez 6 lat trenował judo, a później około 5 lat zapasy stylu wolnego. Dzięki treningom z Dowdą po pewnym czasie zaczął regularnie trenować parter i łączyć go ze swoim sportowym zapleczem. Po jakimś czasie wystartował w pierwszych mistrzostwach Polski BJJ, gdzie wywalczył złoty medal. Od początku kariery jego idolem był brazylijski zawodnik BJJ i MMA, Antônio Rodrigo Nogueira, z którym miał okazję trenować w Rio De Janeiro.

## Kariera BJJ
Jako pierwszy z reprezentantów Polski zdobył tytuł mistrza świata w BJJ federacji IBJJF w 2007 roku w Rio de Janeiro, następnie w tym samym roku zdobył kolejny tytuł mistrza świata federacji CBJJE w São Paulo. W 2008 roku obronił dwa tytuły mistrza świata (IBJJF i CBJJE), a następnie ten sam wyczyn powtórzył w 2011 roku. W 2009 roku zdobył złoty medal na Mistrzostwach świata IBJJF NO GI (walka bez kimon), które odbyły się w Los Angeles. W 2015 roku zdobył kolejny tytuł mistrza świata (CBJJP) w Rio De Janeiro, natomiast w 2019 roku wygrał Mistrzostwa świata (ACB JJ) w Moskwie. W tym samym roku na odbywających się w Rzymie Mistrzostwach Europy IBJJF (NO GI)  wywalczył złoty medal w kategorii Open Class (bez podziału na kategorie wagowe, walczą w niej tylko medaliści poszczególnych kategorii wagowych) oraz srebrny medal w kategorii super heavy (97 kg)W 2023 roku zdobyl tytul Mistrza Swiata NO GI CBJJE w Sao Paulo w kategorii Open Class oraz brazowy medal w kategorii super heavy.  W latach 2023-2024 wywalczyl zlote medale na Mistrzostwach Ameryki Poludniowej IBJJF NO GI w Rio De Janeiro. Jest posiadaczem czarnego pasa BJJ, który otrzymał z rąk Ricardo De La Rivy (2011) oraz czarnego pasa judo.
Cztery razy został wybrany za Najlepszego Sportowca Roku województwa zachodniopomorskiego w Plebiscycie Sportowym organizowanym przez „Głos Koszaliński” oraz Radio Koszalin. Jest członkiem klubu Berserker’s Team Poland.
W styczniu 2021 roku głosami czytelników został wybrany za Najlepszego Sportowca Dekady miasta Koszalin, a następnie województwa zachodniopomorskiego w Plebiscycie Sportowym "Głosu Koszalińskiego".

## Kariera MMA
W mieszanych sztukach walki zawodowo zadebiutował 24 maja 2008 roku w rodzinnym Koszalinie, poddając Grzegorza Jędrzejewskiego w pierwszej rundzie.
Niecały rok później w kolejnym pojedynku na gali Maximus 1 9 maja 2009 roku w Szczecinku poddał dźwignią na staw łokciowy Tomasza Mąciora także w pierwszej rundzie.
Pierwszą porażkę odnotował na gali Verdict Fighting Championship 1, która odbyła się 11 lutego 2012 roku w stolicy Rosji. Zapadka uległ z reprezentantowi Kazachstanu przez kontuzję żeber w pierwszej odsłonie rundowej (werdykt techniczny nokaut).
Kolejne dwa pojedynki stoczył w Koszalinie w 2012 i 2013 roku. Oba wygrał przez poddania rywali.
W następnych trzech pojedynkach na gali FFC zwyciężał z debiutującymi Kirgistańczykami.
29 października 2021 zadebiutował w organizacji typu freak show fight – MMA-VIP, mierząc się z mistrzem PLMMA i Wotore – Michałem Pasternakiem. Zapadka przegrał walkę przez TKO w drugiej rundzie. Stawką tego pojedynku był pas mistrzowski MMA-VIP w kategorii ciężkiej, który zdobył po wygranej walce Pasternak.
4 grudnia 2021 podczas niemieckiej gali EMC 8 zastąpił Alexandra Cverne, który nie został dopuszczony do walki z Hatefem Moeilem, w związku z zakażeniem koronawirusa. Walkę przegrał w pierwszej rundzie przez techniczny nokaut.
22 stycznia 2022 zadebiutował w drugiej najlepszej polskiej organizacji – Fight Exclusive Night, gdzie podczas wydarzenia FEN 38: Lotos Fight Night stoczył walkę z niepokonanym Kamilem Wojciechowskim. Odnotował tam trzecią porażkę z rzędu przez techniczny nokaut w 1 rundzie.
9 kwietnia 2022 podczas gali We Love MMA 56 w niemieckim Monachium przegrał ponownie przez TKO (ciosy w parterze) z Alexanderem Poppeckiem.
22 maja 2022 wystąpił na lokalnej gali MMAximus w Myślenicach, gdzie po niespełna dwóch minutach pierwszej rundy został zastopowany ciosami przez Kevina Szaflarskiego. Walka miała na szali pas mistrzowski organizacji MMAximus.
24 września 2022 podczas drugiej głównej walki wieczoru gali Envio Fight Night '22, która odbyła się w Bydgoszczy, podjął w konfrontacji Bartłomieja Gładkowicza, znanego z programu Tylko Jeden oraz walk dla Babilon MMA czy KSW. Po raz siódmy poniósł porażkę przez techniczny nokaut.
Oczekiwano, że Zapadka kolejną walkę stoczy 6 kwietnia 2023 na bułgarskiej gali Max Fight 53 w Sofii. Ostatecznie na ostatniej prostej przed tym wydarzeniem Zapadka doznał kontuzji i nie zawalczył z Bułgarem, Kalojanem Kolewem.
W kolejnej walce, którą stoczył 1 lipca 2023 na gali The Warriors zmierzył się Serbem, Nikolą Milanoviciem. Przegrał przez kontuzję, której doznał w wyniku obalenia przez Milanovicia.
Powrót na ścieżkę zwycięstw zanotował 14 października 2023 podczas brazylijskiej gali Elite Fighting Championship, na której to poddał kimurą w pierwszej rundzie debiutującego w tej formule Acácio Fernandesa. W stawce tego pojedynku był pas federacji EFC, który zdobył Zapadka.
16 grudnia 2023 na wydarzeniu Fist Universe 2 zmierzył się z Krzysztofem Ciesielskim. Zwyciężył przez poddanie w pierwszej rundzie.

## Osiągnięcia

### Brazylijskie jiu-jitsu
- 2005 – Mistrzostwa Polski BJJ – 1. miejsce,
- 2006 – Mistrzostwa Polski BJJ – 1. miejsce,
- 2006 – Międzynarodowe Mistrzostwa Niemiec – 1. miejsce BJJ oraz 1. miejsce SUBMISSION WRESTLING,
- 2007 – Mistrzostwa Europy BJJ (IBJJF) w Lizbonie – 1. miejsce w kat.100 kg. oraz 2. miejsce w kat .open (bez podziału na kategorie wagowe)[36][37],
- 2007 – Mistrzostwa Polski w submission fighting (ADCC) – 1, miejsce,
- 2007 – Mistrzostwa świata master & senior (IBJJF) w Rio de Janeiro – 1. miejsce[38],
- 2007 – Puchar Świata BJJ w Teresopolis – 1. miejsce,
- 2007 – Mistrzostwa świata BJJ (CBJJE) w São Paulo – 1. miejsce,
- 2008 – Mistrzostwa świata master & senior (IBJJF) w Rio De Janeiro – 1. miejsce[39],
- 2008 – Mistrzostwa świata BJJ (CBJJE) w São Paulo – 1. miejsce,
- 2009 – Mistrzostwa świata BJJ (CBJJE) w Morges – 1. miejsce w kat. open. oraz 2 miejsce w kat. 100 kg.,
- 2009 – Mistrzostwa świata BJJ NO GI (IBJJF) w Los Angeles – 1. miejsce w kat +100 kg oraz 3. miejsce w kat. open[40],
- 2010 – Puchar Polski BJJ – 1. miejsce,
- 2010 – Mistrzostwa Brazylii BJJ No Gi (IBJJF) w Rio de Janeiro – 2. miejsce w kat. +97 kg oraz 2. miejsce w kat. open[41],
- 2011 – Mistrzostwa świata BJJ (CBJJE) w São Paulo – 1. miejsce w kat. open oraz 3. miejsce w kat. 100 kg[42],
- 2011 – Mistrzostwa świata master & senior (IBJJF) w Rio de Janeiro – 1. miejsce[43],
- 2013 – Mistrzostwa Europy BJJ (IBJJF) w Lizbonie – 3. miejsce,
- 2013 – Mistrzostwa Europy submission fighting (ADCC) w Krakowie – 1. miejsce,
- 2013 – Mistrzostwa Polski BJJ – 1. miejsce,
- 2014 – Mistrzostwa Europy submission fighting (ADCC) w Sofii – 1. miejsce,
- 2015 – Mistrzostwa świata BJJ (CBJJP) w Rio de Janeiro – 1 miejsce[44],
- 2015 – Mistrzostwa świata BJJ no gi (CBJJE) w São Paulo – 2. miejsce[45],
- 2015 – Mistrzostwa świata WORD PRO w Abu Zabi – 3. miejsce[46],
- 2018 – Mistrzostwa Polski BJJ – 1. miejsce[47],
- 2018 – Mistrzostwa Europy BJJ No Gi (ACB) – 1. miejsce,
- 2018 – Mistrzostwa Brazylii BJJ No Gi (IBJJF) w Rio de Janeiro – 2. miejsce w kat. +97 kg oraz 2. miejsce w kat. open
- 2018 – Mistrzostwa Polski BJJ – 1 miejsce
- 2019 – Mistrzostwa Polski BJJ NO GI – 1 miejsce[48]
- 2019 – Grand Slam UAEJJF Londyn – 1 miejsce
- 2019 – Mistrzostwa Świata ACB JJ Moskwa – 1 miejsce
- 2019 – Mistrzostwa Europy Masters IBJJF Barcelona – 2 miejsce[49]
- 2019 – Mistrzostwa Polski ADCC – 1 miejsce[50]
- 2019 – Mistrzostwa Europy IBJJF NO GI Rzym – 1 miejsce kategoria Absoluto (open class) oraz 2 miejsce kategoria 97 kg[51]
- 2019 – Mistrzostwa Polski BJJ – 1 miejsce[52]
- 2020 – Mistrzostwa Polski BJJ NO GI – 1 miejsce[53]
- 2020 – Puchar Polski NO GI – 1 miejsce[54]
- 2020: XVI Mistrzostwa Polski ADCC – kat. master 1; zaawansowani; +100 kg – 2 miejsce[55]
- 2020: XVI Mistrzostwa Polski w Brazylijskim Jiu-Jitsu 2020 – kat. adult; czarny; +100,5 kg – 3 miejsce, kat. master 2; brązowe/czarne; -100,5 kg – 1 miejsce, kat. master 3; brązowe/czarne; +100,5 kg – 2 miejsce[56]
- 2021: Mistrzostwa Europy ADCC – kat. MASTERS: +99KG – 2 miejsce[57]
- 2021: VII European Championship CBJJP 2021 – kat. gi; adult; czarny; +100 kg – 3 miejsce, kat. gi; master 2; czarny; +100 kg – 1 miejsce, kat. no-gi; adult; czarny; +97 kg – 3 miejsce, kat. no-gi; master 2; czarny; +97 kg – 1 miejsce[58]
- 2021: Mistrzostwa Ameryki Południowej Jiu-Jitsu IBJJF No-Gi, kat. master 3; czarny, ultra ciężka – 3 miejsce[59]
- 2021: XVI Puchar Polski ADCC – kat. PRO; +99 KG – 2 miejsce, kat. MASTER 2; ADVANCED; -100 KG – 3 miejsce, kat. MASTER 3; ZAAWANSOWANI; +100 KG – 1 miejsce[60]
- 2021: XVII Mistrzostwa Polski ADCC – kat. master 2; zaawansowani; +100 kg – 3 miejsce, kat. master 3; zaawansowani; +100 kg – 1 miejsce[61]
- 2021: Mistrzostwa FJJ Rio De Janeiro – 2 miejsce (brak źródła/przypisu potwierdzenia)
- 2022: XII Mistrzostwa Polski No Gi Jiu Jitsu 2022 – kat. adult; czarny; +97,5 kg – 3. miejsce / kat. master czarne pasy -97,5 kg – 2. miejsce / kat. master 3 czarne pasy -97,5 kg – 1. miejsce[62]
- 2022: XVIII Mistrzostwa Polski ADCC – kat. master 3; zaawansowani; -100 kg – 1. miejsce[63]
- 2022: 2ND ADCC European, Middle East & African Trial 2022 – kat. master: +99KG – 3. miejsce[64]
- 2022: XVIII Mistrzostwa Polski w Brazylijskim Jiu-Jitsu – kat. master brązowe/czarne pasy -100,5 kg – 2. miejsce / kat. master brązowe/czarne pasy +100,5 kg – 3. miejsce / kat. master brązowe/czarne -100,5 kg – 3. miejsce[65]
- 2022: ADCC European OPEN Championship – kat. master +45 lat; +99 kg zaawansowani – 1. miejsce /  kat. pro master +40 lat; -98,9 kg – 3. miejsce[66]
- 2023: IBJJF Rio Summer International Open Jiu-Jitsu Championship – 1. miejsce / kat. master 4 czarne pasy -100 kg[67]
- 2023: IBJJF Rio Sumner International Open Jiu-Jutsu No Gi – 2. miejsce / kat. czarne pasy -100 kg oraz 3. miejsce absoluto master 4[67]
- 2023: CBJJE Mundial No Gi – 1. miejsce / kat. czarne pasy, absoluto oraz 3. miejsce / kat. -100 kg master 4[67]
- 2023: IBJJF South American Jiu-Jitsu NO GI Championship (Mistrzostwa Ameryki Południowej) – 1 miejsce / kat. master 4 czarne pasy +97 kg[68]
- 2023: XVIII Puchar Polski ADCC – 2. miejsce / kat. adult pro +100 kg oraz 1. miejsce / kat. master 1 pro +98,9 kg oraz 1. miejsce kat. masters open[69]
- 2024: XIV Mistrzostwa Polski No Gi Jiu Jitsu – 3. miejsce / kat. master 1 czarne pasy +97,5 kg oraz 3 miejsce / kat. master 2 czarne pasy +97,5kg oraz 1. miejsce / kat. master 3 czarne psy +97,5 kg[70]
- 2024: XX Mistrzostwa Polski ADCC – 1. miejsce / kat. master 2 zawansowani +98,9 kg[71]
- 2024: IBJJF South American Jiu-Jitsu NO GI Championship (Mistrzostwa Ameryki Poludniowej) – 3 miejsce / kat. master 4 czarne pasy oraz 1 miejsce kat. absoluto czarne pasy[72]
- 2024: IBJJF Rio International Open Jiu-Jitsu NO GI Championship – 1 miejsce / kat. +97kg master 4 czarne pasy oraz 1 miejsce / kat. absoluto czarne pasy[72]
- 2024: IBJJF Rio Internetional Open Jiu-Jitsu Championship – 1 miejsce / kat. 100 kg master 4 czarne pasy[72]
- 2024: IBJJF Milan Internetional Open Jiu-Jitsu Championship - 1 miejsce / kat. + 100 kg master 4 czarne pasy oraz 1 miejsce/ kat. absoluto czarne pasy[73]
- 2024: IBJJF Milan International Open Jiu-Jitsu NO GI Championship - 1 miejce / kat. + 97kg master 4 czarne pasy oraz 1 miejce / kat. absoluto czarne pasy[74]

### Mieszane sztuki walki
- Elite Fighting Championship
  - 2023: Mistrz EFC w wadze ciężkiej[32]

## Lista walk w MMA
| Wynik     | Bilans | Przeciwnik (bilans przed walką) | Rozstrzygnięcie                                     | Runda | Czas | Rozgrywki                               | Data       | Miejsce             | Uwagi                                                                             |
| --------- | ------ | ------------------------------- | --------------------------------------------------- | ----- | ---- | --------------------------------------- | ---------- | ------------------- | --------------------------------------------------------------------------------- |
| Wygrana   | 11-9   | Krzysztof Ciesielski (1-2)      | Poddanie (kimura)                                   | 1     | N/A  | Fist Universe 2                         | 16.12.2023 | Warszawa            | Walka w wadze open.                                                               |
| Wygrana   | 10-9   | Acácio Fernandes (0-0)          | Poddanie (kimura)                                   | 1     | 1:22 | Elite Fighting Championship Sao Paulo 8 | 14.10.2023 | Rio De Janeiro      | Zdobył pas EFC w wadze ciężkiej.                                                  |
| Przegrana | 9-9    | Nikola Milanović (0-2)          | TKO (niezdolność do kontynuowania walki -kontuzja)  | 1     | 0:48 | The Warriors                            | 01.07.2023 | Ruda Śląska         | Walka w wadze super ciężkiej.                                                     |
| Przegrana | 9-8    | Tarhan Ibragimov (8-2)          | TKO (ciosy pięściami w parterze)                    | 1     | 0:35 | Vendetta Fight Nights 30                | 22.10.2022 | Wiedeń              |                                                                                   |
| Przegrana | 9-7    | Bartłomiej Gładkowicz (8-3)     | TKO (ciosy pięściami w parterze)                    | 1     | 0:47 | Envio Fight Night '22                   | 24.09.2022 | Bydgoszcz           | Limit umowny -95 kg. Co-Main Event                                                |
| Przegrana | 9-6    | Kevin Szaflarski (10-1)         | TKO (ciosy pięściami w parterze)                    | 1     | 1:30 | MMA Maximus Warriors 11                 | 22.05.2022 | Myślenice           | Walka o pas mistrzowski MMAximus wadze ciężkiej. Main Event                       |
| Przegrana | 9-5    | Alexander Poppeck (12-4)        | TKO (ciosy pięściami w parterze)                    | 1     | 3:41 | We Love MMA 56                          | 09.04.2022 | Monachium           | Limit umowny -100 kg. Co-Main Event                                               |
| Przegrana | 9-4    | Kamil Wojciechowski (4-0)       | TKO (ciosy pięściami w parterze)                    | 1     | 2:12 | FEN 38: Lotos Fight Night               | 22.01.2022 | Ostrów Wielkopolski | Debiut w FEN                                                                      |
| Przegrana | 9-3    | Hatef Moeil (10-4)              | TKO (kolano na korpus i ciosy pięściami w parterze) | 1     | 3:03 | EMC 8: Brčić vs. Costa                  | 04.12.2021 | Düsseldorf          | Co-Main Event                                                                     |
| Przegrana | 9-2    | Michał Pasternak (14-6)         | TKO (ciosy pięściami w parterze)                    | 2     | 1:40 | MMA-VIP 3: Galaktyka Osobliwości        | 29.10.2021 | Częstochowa         | Debiut w MMA-VIP. Walka o pas mistrzowski MMA-VIP w wadze ciężkiej. Co-Main Event |
| Wygrana   | 9-1    | Ailibek Mamasabyrov (0-0)       | Poddanie (kimura)                                   | 1     | 1:00 | FFC: GRAND PRIX 18+                     | 02.03.2021 | Osz                 |                                                                                   |
| Wygrana   | 8-1    | Ałmazbek Babakurow (0-0)        | Poddanie (dźwignia na staw łokciowy)                | 1     | 4:55 | FFC: Road Fighter 17                    | 13.12.2020 | Kara-Suu            |                                                                                   |
| Wygrana   | 7-1    | Assu Murtazbek Uulu (0-0)       | Poddanie (kimura)                                   | 1     | 2:02 | FFC: Road Fighter 16                    | 08.11.2020 | Osz                 | Debiut w FFC.                                                                     |
| Wygrana   | 6-1    | Sabo Ilovlinski (0-0)           | Poddanie (kimura)                                   | 1     | 2:10 | Kokoro Cup 2015                         | 05.01.2015 | Warszawa            |                                                                                   |
| Wygrana   | 5-1    | Iosif Semenov (0-0)             | Poddanie (dźwignia na staw łokciowy)                | 1     | 2:10 | Kokoro Cup 2014                         | 15.02.2015 | Warszawa            |                                                                                   |
| Wygrana   | 4-1    | Jarosław Tuszuk (0-0)           | Poddanie (dźwignia na staw łokciowy)                | 2     | 1:03 | EFS 3                                   | 06.04.2013 | Koszalin            | Main Event                                                                        |
| Wygrana   | 3-1    | Władimir Fedin (0-0)            | Poddanie (dźwignia na bark)                         | 1     | 1:37 | Baltic Arena                            | 15.06.2012 | Koszalin            | Main Event                                                                        |
| Przegrana | 2-1    | Musa Musałajew (2-0)            | TKO (kontuzja – złamanie żeber)                     | 1     | 1:41 | Verdict FC 1: The Beginning             | 11.02.2012 | Moskwa              | Main Event                                                                        |
| Wygrana   | 2-0    | Tomasz Mącior (0-2)             | Poddanie (dźwignia na staw łokciowy)                | 1     | 2:14 | Maximus 1                               | 09.05.2009 | Szczecinek          |                                                                                   |
| Wygrana   | 1-0    | Grzegorz Jędrzejewski (0-6)     | Poddanie (dźwignia na bark)                         | 1     | 4:20 | FCK-Koszalin                            | 24.05.2008 | Koszalin            |                                                                                   |